# Romeo (Mr. Big)
Romeo is een single van Mr. Big. Het is afkomstig van hun album Photographic smile. Het lied is geschreven door de groepsleden Eddie Carter en Jeff Pain (pseudoniem Dicken).
Romeo, een verwijzing naar Romeo and Juliet is eigenlijk de enige hit die de Britse band had. Ze bevonden zich op de top van hun roem met optredens in de Verenigde Staten met Tom Petty, Journey, Kansas en The Runaways. Daarna ging het bergafwaarts en in 1978 kwam er een eind aan het bestaan van de band. Er volgde nog een reünie in de jaren negentig. Opvallend in het lied zijn de mondharmonica, de dalende stemmen aan het eind van sommige tekstregels en de modulatie aan het eind. In 2011 nam een nieuwe versie van Mr. Big (wel met Dicken) het nummer opnieuw op.

## Hitnotering
Romeo haalde de 87e plaats in de Billboard Hot 100, ze stond zeven weken tussen plaats 87 en 100. In de UK Singles Chart stond het tien weken genoteerd met als hoogste plaats 4. De Belgische BRT Top 30 en de Vlaamse Ultratop 30 werden niet bereikt. In Nederland was het een eendagsvlieg.

### Nederlandse Top 40
| Positie: | 38 | 31 | 27 | 28 | 36 | uit |

### NederlandseNationale Hitparade
| Positie: | 28 | 24 | 28 | uit |

### NPO Radio 2 Top 2000
| Nummer met noteringen in de NPO Radio 2 Top 2000 | '00  | '01  |
| ------------------------------------------------ | ---- | ---- |
| Romeo                                            | 1791 | 1913 |

1. ↑  Een vetgedrukt getal geeft de hoogste notering aan.
2. ↑  2000 was het eerste jaar met een notering voor dit nummer.
3. ↑  Deze tabel is bijgewerkt tot en met de laatste editie (2024).